# تیل اولن‌اشپیگل

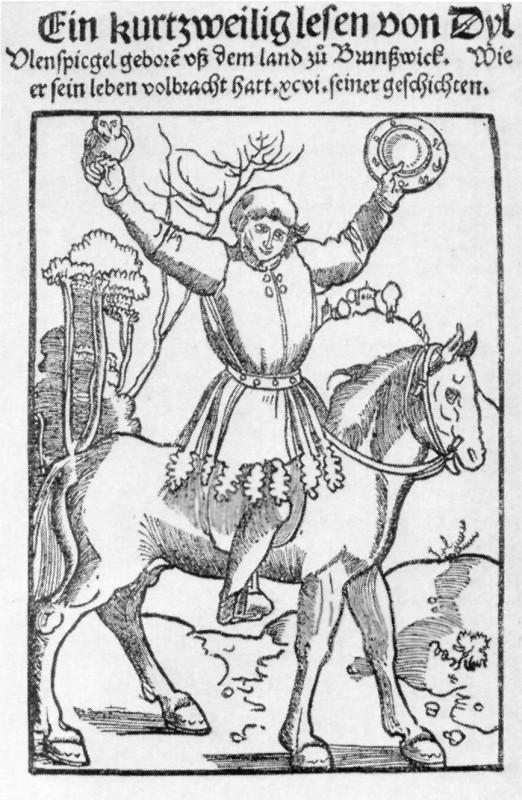
شوخی تایل اولن اشپیگل که با جغد و آینه به تصویر کشیده شده است (صفحه عنوان نسخه استراسبورگ ۱۵۱۵)

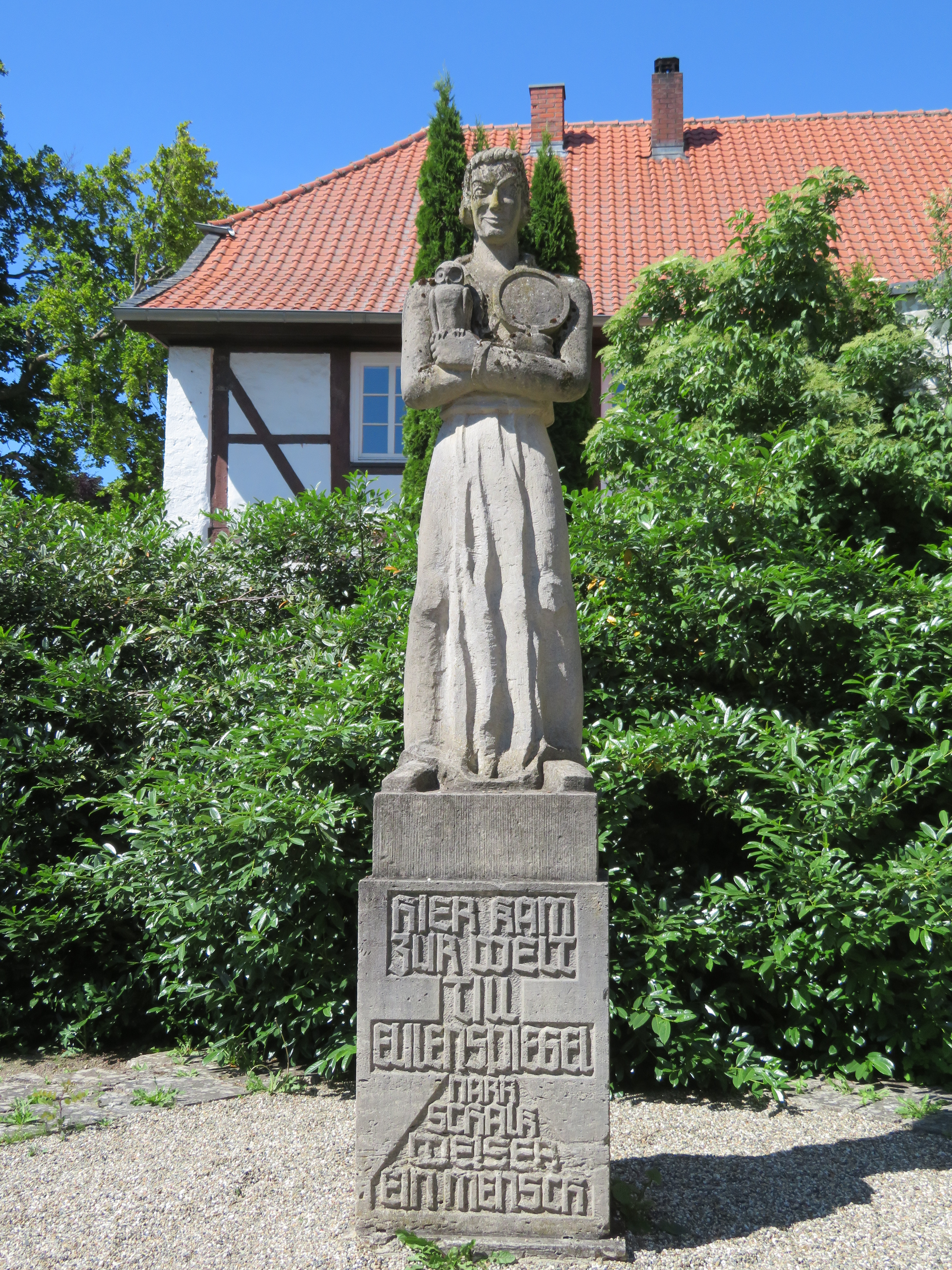
یادبود اولن اشپیگل در کنایتلینگن آلمان

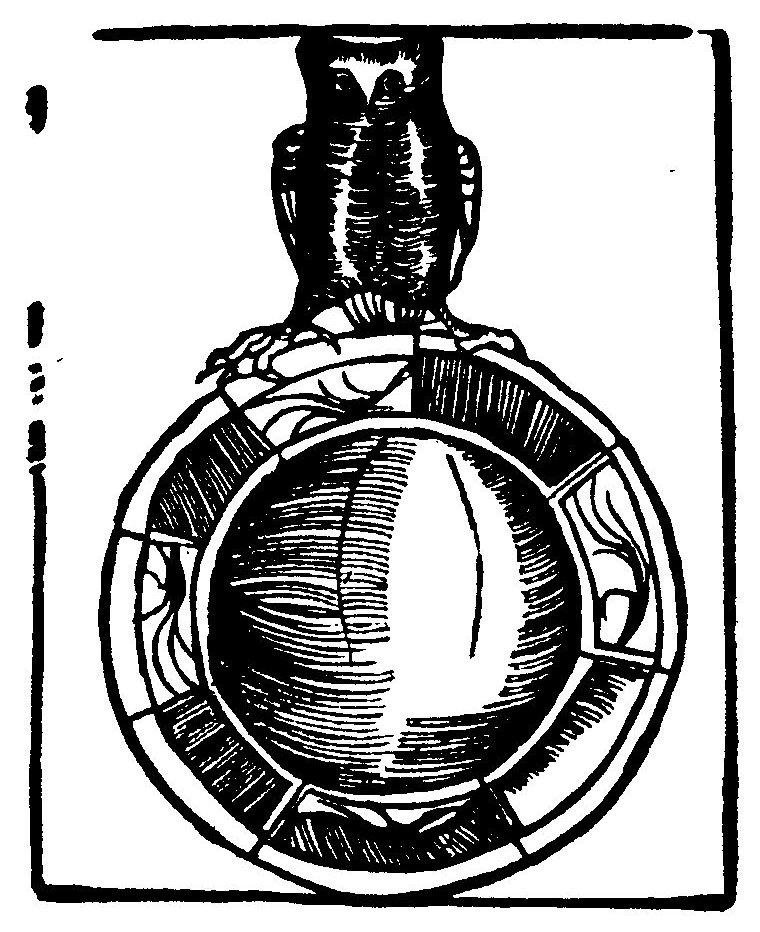
معمای مصور جغد و آینه از تصویر سنگ قبر و سنگ نوشته اولن اشپیگل در نسخه ۱۵۱۵ (فیلم ۱۳۰).

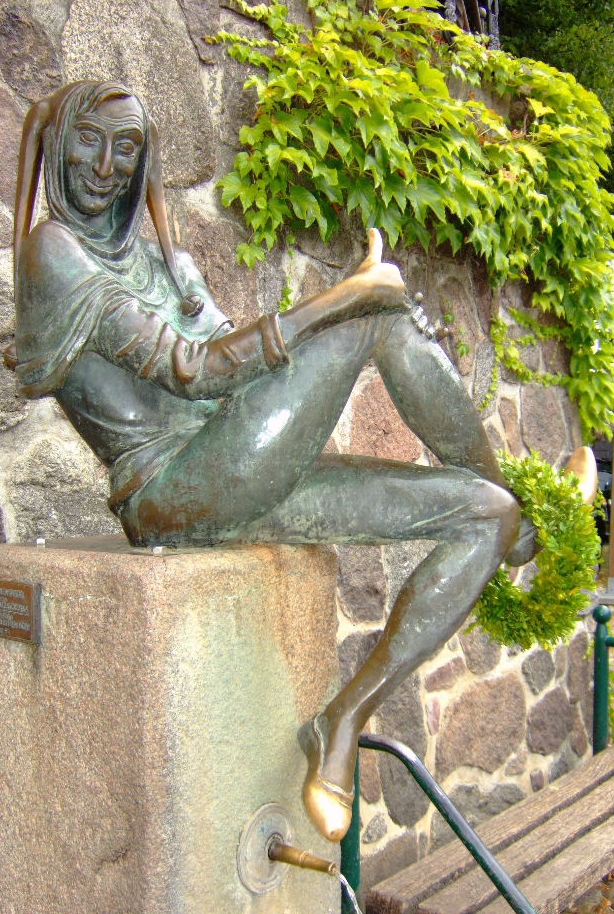
مجسمه تیل اولن اشپیگل در مولن، شلزویگ-هولشتاین.

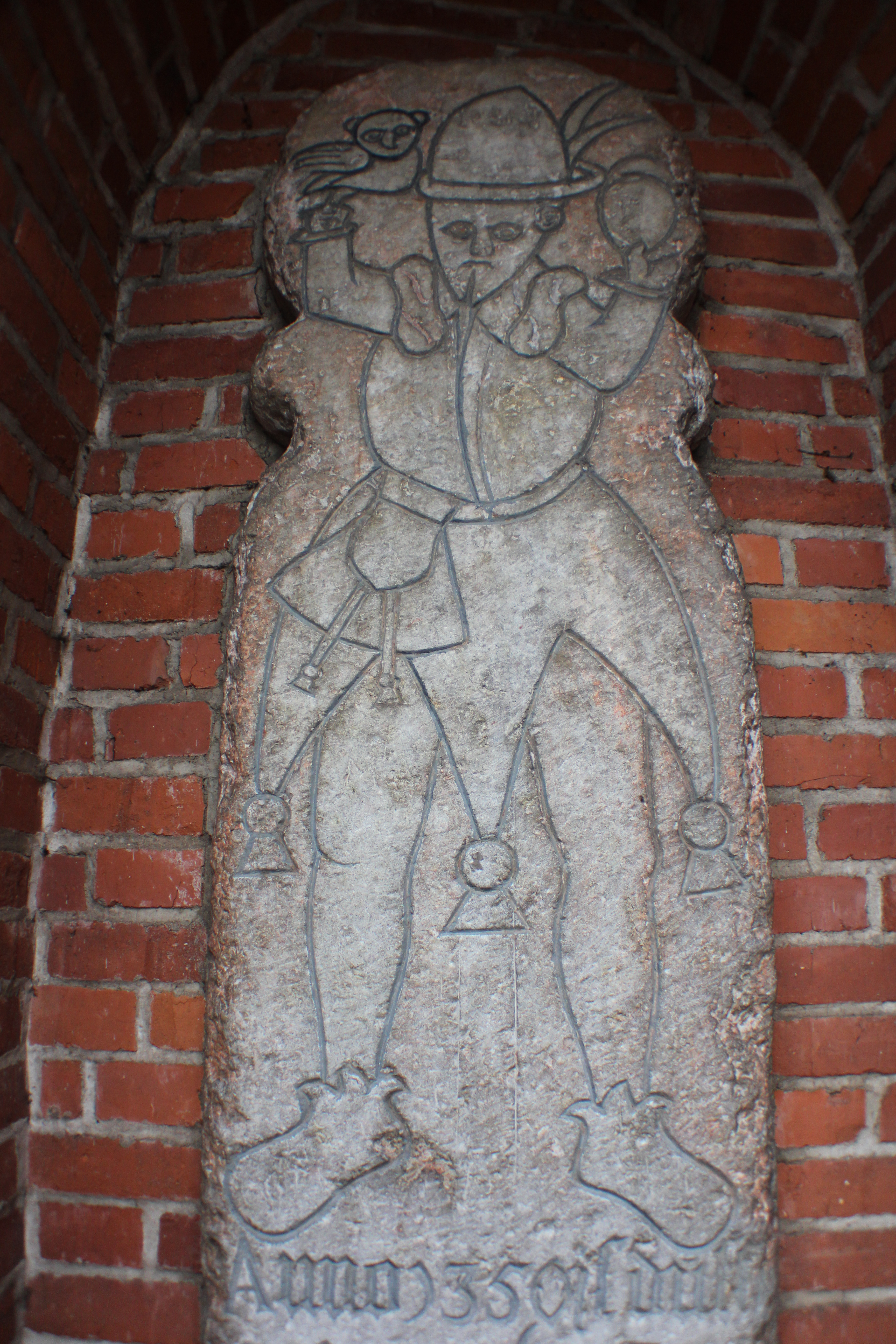
نیمه بالایی "سنگ قبر اولن اشپیگل" در مولن، شلزویگ-هولشتاین.

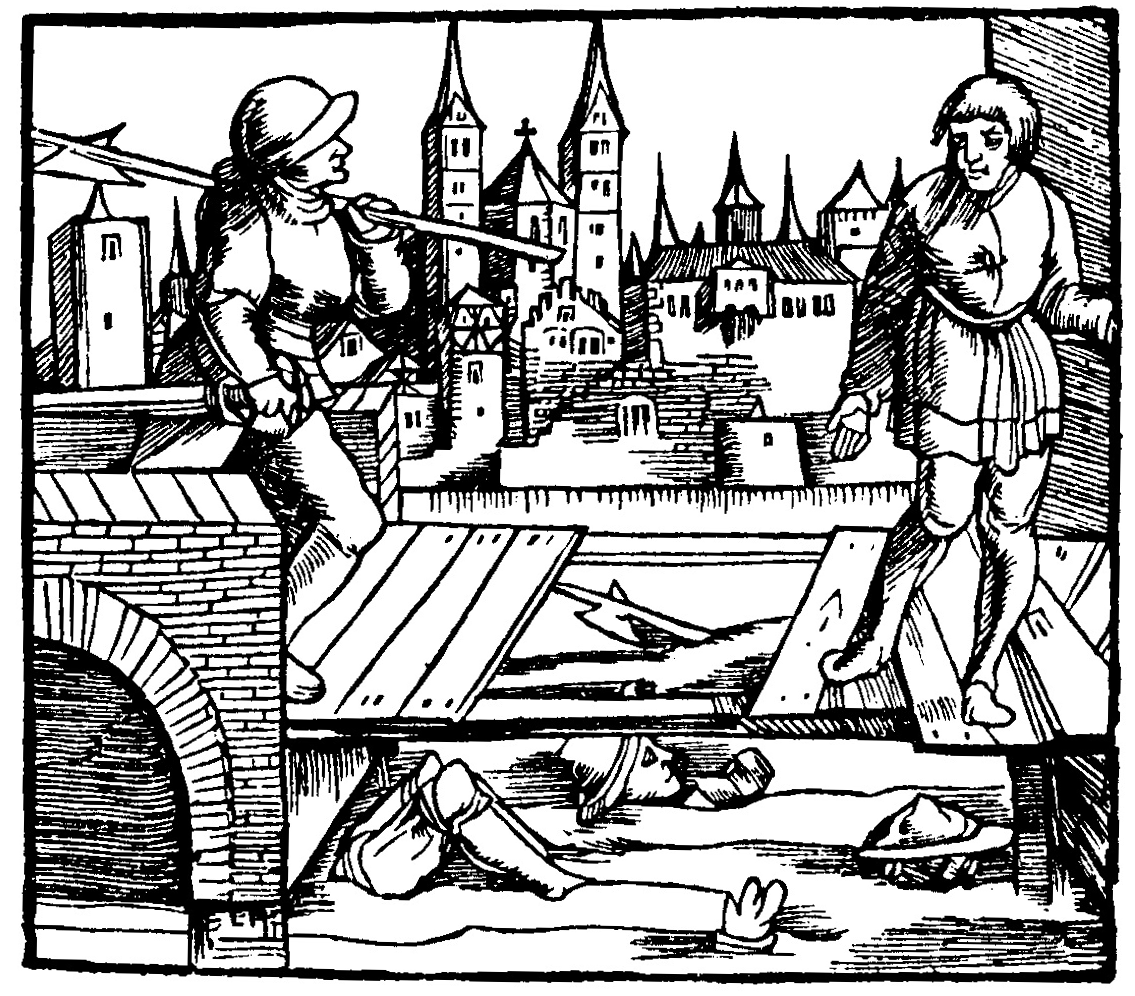
حکاکی روی چوب برای فصل ۴۳ در نسخه ۱۵۱۵: اولن اشپیگل توسط نگهبانان نورنبرگ تعقیب می شود، او آنها را از طریق یک پل شکسته هدایت می کند و آنها در خندق می افتند.

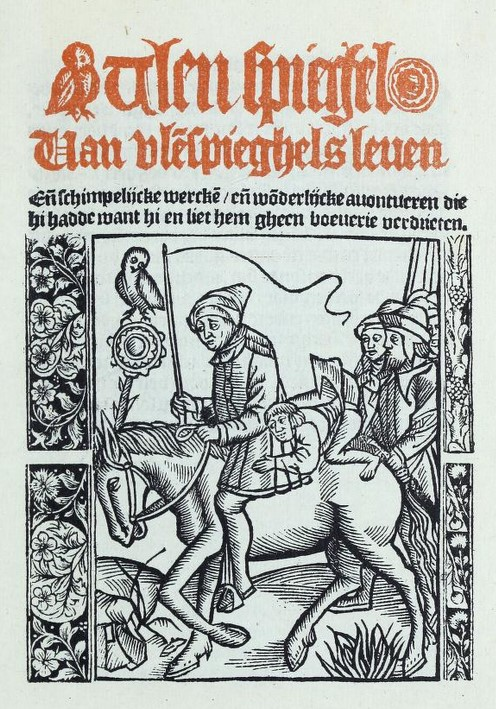
پیشانی اولین زبان هلندی اولن اشپیگل، چاپ شده توسط میشل هیلن ون هوچستراتن، 1525-1546

تیل اولن‌اشپیگل یا تایل اولن اشپیگل (به آلمانی: Till Eulenspiegel) یکی از شخصیت‌های مشهور در افسانه‌ها و ادبیات فولکلور آلمان و اروپای شمالی است. این شخصیت که اغلب با جغد و آینه به تصویر کشیده می‌شود، نماد شوخ‌طبعی، طنز و تمسخر ریا و حماقت است. او با اجرای حقه‌ها و شوخی‌های پیچیده و گاه زننده، نقاب از چهرهٔ عوام‌فریبان، روحانیان، اشراف، و صاحبان قدرت برمی‌دارد.

## ریشه و شخصیت تاریخی
بر اساس نسخه‌های اولیه، اولن‌اشپیگل حدود سال ۱۳۰۰ میلادی در روستای کنایتلینگن واقع در دوک‌نشین برانزویک (امروزه در ایالت نیدرزاکسن آلمان) متولد شده است. وی به عنوان یک ولگرد و مسافر (Landfahrer) به شهرها و کشورهای مختلفی از جمله آلمان، هلند، بوهم، و حتی ایتالیا سفر می‌کرد.
گفته می‌شود که وی در سال ۱۳۵۰ در شهر مولن در ایالت اشلسویگ-هولشتاین امروزی، به دلیل ابتلا به طاعون سیاه درگذشت.

## نام و نمادها
نام او به آلمانی "Eulenspiegel" به معنای "جغد-آینه" است که اغلب به صورت یک معمای مصور شامل تصویر یک جغد و یک آینه در نسخه‌های چاپی اوایل قرن ۱۶ به تصویر کشیده می‌شود. با این حال برخی محققان این نام را برگرفته از عبارت "Ul'n Spegel" در آلمانی پایین می‌دانند که به معنای عامیانه و زشت "پاک‌کنندهٔ باسن" است.

## نسخه‌های چاپی و سیر ادبی
قدیمی‌ترین نسخهٔ چاپی موجود از ماجراهای اولن‌اشپیگل، در سال‌های ۱۵۱۰ تا ۱۵۱۲ در شهر استراسبورگ توسط یوهانس گروینگر به چاپ رسید. این کتاب مشتمل بر ده‌ها فصل و حکایت است که در آن‌ها اولن‌اشپیگل با بازی‌های زبانی، تفسیر تحت‌اللفظی از اصطلاحات رایج و شوخی‌های گاه مبتذل و زننده، مردم را فریب می‌دهد یا شرمسار می‌سازد.
شوخی‌های او اغلب با موضوعات زننده، فضولات انسانی، و ترفندهای گمراه‌کننده همراه است. در بسیاری از داستان‌ها، قربانیان او صاحبان مشاغل، روحانیان، و اشراف هستند؛ اما حتی پاپ نیز از دست او در امان نیست.

## شخصیت و مضمون
اولن‌اشپیگل در سنت داستان‌گویی اروپای قرون وسطی، نماد دلقک و "فریب‌گر حکیم" است؛ شخصیتی که با حماقت ظاهری، واقعیت‌ها را آشکار می‌کند.
یوهان ولفگانگ گوته دربارهٔ او گفته بود: «تمام شوخی‌های کتاب، بر این اصل استوار است که مردم با زبان مجازی سخن می‌گویند و اولن‌اشپیگل همه چیز را تحت‌اللفظی برداشت می‌کند.»

## روایت‌های بعدی
در قرن نوزدهم، نویسندهٔ بلژیکی "شارل دو کوسته" داستان اولن‌اشپیگل را بازنویسی و او را به قهرمان جنبش پروتستان و مبارز علیه اشغال اسپانیا در دوران انقلاب هلند تبدیل کرد. در این نسخه، اولن‌اشپیگل به همراه دوستش لامه گودزاک و محبوبه‌اش نله، در برابر ظلم می‌جنگند. این بازنویسی، باعث شد اولن‌اشپیگل به نمادی از مقاومت ملی بلژیک تبدیل شود.

## آثار هنری و بازتاب‌ها
در طول قرن‌ها، اولن‌اشپیگل در قالب داستان، نمایشنامه، موسیقی، کمیک، اپرا، باله و فیلم بازآفرینی شده است. مشهورترین آثار موسیقایی بر اساس این شخصیت، "شیطنت‌های شادمانهٔ اولن‌اشپیگل" اثر ریچارد اشتراوس (۱۸۹۵) و اپرای "اولن‌اشپیگل" اثر امیل فون رزنیچک هستند.